# Giulio Fano
Giulio Fano (Mantova, 29 marzo 1856 – Cappelletta, 27 settembre 1930) è stato un fisiologo italiano.

## Biografia
Docente all'università di Genova e fondatore dell'Archivio di fisiologia, fu autore nel 1899 dell'opera Un fisiologo intorno al mondo.
Nel 1903 fu nominato Socio dei Lincei.